# Largo Glênio Peres

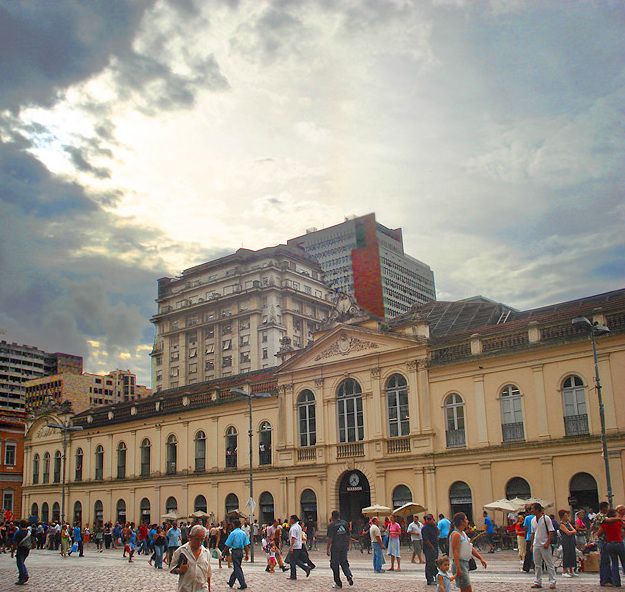
Largo Glênio Peres', frente al Mercado Público

El "Largo Glênio Peres" es un espacio público de la ciudad de Porto Alegre, Brasil. Está situado en el centro histórico de la ciudad frente al mercado público y a la Praça XV de Novembro.
El espacio lleva el nombre de Glênio Peres, periodista, compositor, poeta y concejal de la ciudad durante veinte años y teniente de alcalde de Alceu Collares, fallecido el 27 de febrero de 1988.
Inaugurado en 1922, en él se celebran actos artísticos, culturales y políticos. La calzada de 6.309 metros cuadrados recuerda el diseño que existía delante del Palacio Municipal en la década de 1930. El diseño es semejante a una alfombra persa, compuesta por baldosas de basalto gris y piedras portuguesas en los colores negro, blanco y rosa. En el Largo Glênio Peres hay también un tranvía modelo J.G. Brill, utilizado en la década de 1930.
El Panel Afrobrasileño fue instalado en la plaza, como parte del Museo de Historia Negra de Porto Alegre.